# Nadja Meisterhans

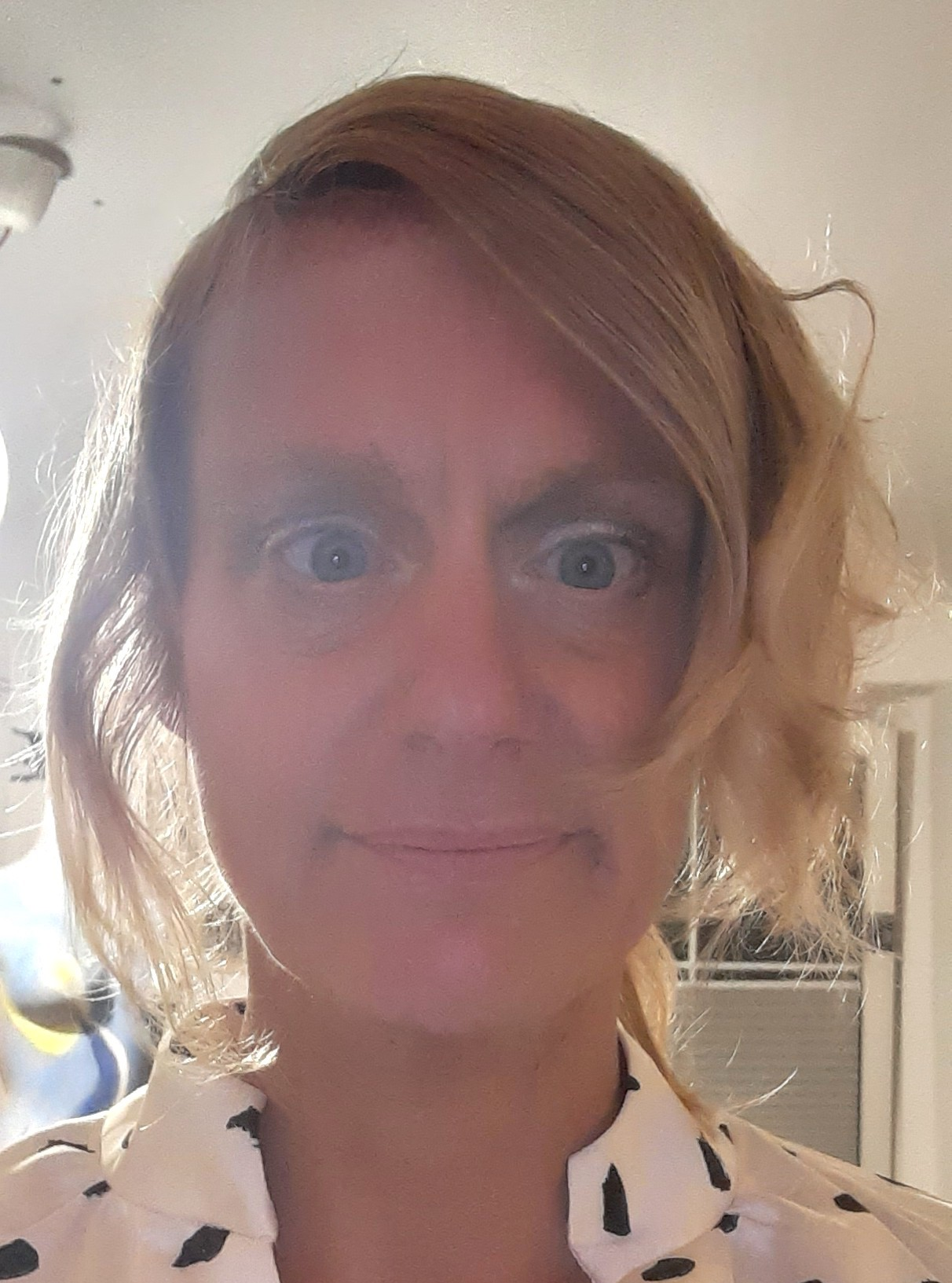
Nadja Meisterhans (2021)

Nadja Meisterhans (* 26. September 1974) ist eine deutsche Politikwissenschaftlerin und Professorin für Politische Philosophie an der Karlshochschule International University mit den Schwerpunkten Global Governance und Zivilgesellschaft.
Ihre Forschung bewegt sich an der Schnittstelle von Politischer Theorie, Politischer Philosophie und psychoanalytischer Kulturtheorie. Meisterhans verbindet Elemente der lacanianischen Psychoanalyse mit der Kritischen Theorie, insbesondere im Hinblick auf utopietheoretische und ideologiekritische Fragestellungen. Im Zentrum steht dabei die Analyse des gesellschaftlichen Unbewussten und der symbolischen Kastration. Meisterhans untersucht, wie neoliberale Ideologien normative Leerstellen erzeugen, ein diffuses kollektives Unbehagen hervorrufen und so die Attraktivität rechtsautoritärer populistischer sowie verschwörungsideologischer Bewegungen begünstigen.
Ihre Arbeit integriert zudem queer-feministische, postkoloniale und performativitätstheoretische Perspektiven. Im Rahmen ihrer Professur leitet sie das Forschungsprojekt „Dialektik der Pandemie“, das im Zuge des Programms Money Follows Researcher an die Deutsche Forschungsgemeinschaft (DFG) übertragen wurde.

## Wissenschaftlicher Werdegang
Nadja Meisterhans studierte von 1996 bis 2003 Politikwissenschaft mit den Nebenfächern Germanistik und Pädagogik an der Technischen Universität Darmstadt und schloss das Studium mit dem Magister artium ab. Im Anschluss wurde sie an der Bremen International Graduate School of Social Sciences (BIGSSS) im Bereich Politische Theorie und Politische Philosophie promoviert.
Von 2013 bis 2016 war sie als wissenschaftliche Referentin der Geschäftsführung bei der Menschenrechtsorganisation Medico international in Frankfurt am Main tätig. In dieser Funktion wirkte sie an globalen gesundheitspolitischen Projekten mit und war in Prozesse der WHO-Generalversammlung eingebunden. Zwischen 2019 und 2023 gehörte sie dem Vorstand der „Gesellschaft für psychoanalytische Sozialpsychologie“ an.
Im Jahr 2020 übernahm sie eine Lektoratsstelle an der Fakultät für Psychologie der Universität Wien. Daran anschließend war sie als Gastprofessorin sowie mit Lehraufträgen am Institut für Internationale Entwicklung derselben Universität tätig.
Bereits ab 2015 lehrte sie parallel an der Karlshochschule International University in Karlsruhe. Im Jahr 2021 wurde sie dort auf eine Professur für Politische Philosophie mit den Schwerpunkten Global Governance, Zivilgesellschaft und soziale Bewegungen berufen, die sie seither unbefristet innehat.

## Forschung

### Forschungsschwerpunkte
Nadja Meisterhans arbeitet an der Schnittstelle von politischer Theorie, Philosophie, und kritischer Gesellschaftstheorie. Zentrale Themen ihrer Forschung sind:
- Psychoanalytische Sozialpsychologie (insbesondere Lacaniansche Psychoanalyse)
- Feministische und postkoloniale Perspektiven
- Subjektivierung, Machtverhältnisse und Ideologiekritik
- Politische Philosophie in der Tradition der Kritischen Theorie
- Kritische Global Governance (insbesondere Post-Development und Global Health)
- Globales Recht (insbesondere Menschenrechte)

Aktuelles Forschungsprojekt: „Dialektik der Pandemie (Vielfachkrise) – Zwischen Autoritarismus und Utopie?“
Ihr derzeitiges Forschungsprojekt trägt den Titel: „Dialektik der Pandemie: Zwischen Autoritarismus und Utopie?“. Es wurde ursprünglich vom Österreichischen Wissenschaftsfonds (FWF) bewilligt und im Rahmen des Programms „Money follows Researcher“ an die Deutsche Forschungsgemeinschaft (DFG) transferiert.
Die Studie befasst sich mit der Frage und in Bezug auf die Kritische Theorie der frühen Frankfurter Schule, ob das derzeitige Corona-Krisenmanagement autoritäre Begehren in der Gesellschaft verstärkt und zu einer neuen Form von Ideologie führt, die als nekropolitischer Populismus bezeichnet werden könnte.
Gleichzeitig fragt das Projekt nach utopischen Potenzialen zivilgesellschaftlicher Kritik, insbesondere in künstlerischen Protestformen, die latente Begehren sichtbar machen und alternative Zukunftsentwürfe eröffnen. Es verbindet kulturtheoretische, politische und psychoanalytische Ansätze, um eine Theorie des politischen Begehrens und der Subjektivierung zu entwickeln. Der Fokus liegt dabei auf der gesellschaftlichen Bedeutung unbewusster Dynamiken und affektiver Strukturen im Kontext autoritärer Krisen.
Als wissenschaftlicher Mitarbeiter ist Alexander Neupert-Doppler an dem Projekt beteiligt.
Forschungskooperationen und Mitgliedschaften in Forschungsnetzwerken (national – international)
Meisterhans ist seit 2010 Mitglied der Arbeitsgemeinschaft Politische Psychologie an der Gottfried Wilhelm Leibniz Universität Hannover. Darüber hinaus engagiert sie sich seit 2012 im Arbeitskreis Politik und Geschlecht der Deutschen Vereinigung für Politikwissenschaft sowie im Arbeitskreis Politische Psychologie am Sigmund-Freud-Institut in Frankfurt am Main. Seit 2015 ist sie zudem Mitglied der Gesellschaft für psychoanalytische Sozialpsychologie in Frankfurt.
Auf internationaler Ebene war sie von September 2013 bis Februar 2016 im Rahmen ihrer Tätigkeit bei Medico international an zwei bedeutenden Forschungsnetzwerken beteiligt: dem EU-geförderten Projekt „GO4Health“ im 7. Forschungsrahmenprogramm der Europäischen Union sowie der „Joint Action and Learning Initiative on National and Global Responsibilities for Health (JALI)“. Seit 2022 ist sie zudem Mitglied der „Alliance for a Framework Convention on Global Health“, einem globalen Netzwerk zur Stärkung internationaler Gesundheitsgerechtigkeit.

## Wissenschaftskommunikation und öffentliche Auftritte
Nadja Meisterhans engagiert sich intensiv in der Wissenschaftskommunikation zu Themen wie Demokratie, Populismus, globale Gesundheitspolitik und Menschenrechte.
In Kooperation mit dem Landestheater Linz entwickelte sie kulturpolitische Veranstaltungsformate zur demokratischen Erneuerung, und politischen Bildung im Sinne des epischen Theaters Bertolt Brechts. Dazu zählt unter anderem die Veranstaltungen „Demokratie in Gefahr. Dilemmata und Auswege“ sowie „Theater als Ort demokratischer Auseinandersetzung und Erneuerung“.
Als Vortragende ist Meisterhans regelmäßig auf Podien und bei Fachveranstaltungen vertreten, darunter im Renner Institut Oberösterreich, im Jahoda-Bauer-Institut, sowie bei Veranstaltungen der entwicklungspolitischen Organisation Südwind,. Zudem war sie Teilnehmerin der Podiumsdiskussion „Robustes Provisorium? 75 Jahre Grundgesetz“ im Rahmen des Jubiläumsprogramms der Stiftung Forum Recht in Karlsruhe. 2025 war sie im Rahmen der Veranstaltung „Nachhaltige Demokratie – Vom Recht auf Zukunft zur Zukunftsweltstadt“ erneut in Karlsruhe zu Gast, die in Kooperation mit dem Badischen Staatstheater, dem Karlsruher Institut für Technologie (KIT) und dem Klimabündnis Karlsruhe stattfand.
Sie war an mehreren Radiosendungen und Podcasts beteiligt, darunter bei Radio FRO, Radio Helsinki sowie in der bekannten YouTube- und Podcast-Reihe Jung & Naiv. In der dortigen Folge „Neoliberale Demokratie und Verschwörungsmythen“ (Folge 652, Juli 2023) sprach sie über das Verhältnis von symbolischer Ordnung, gesellschaftlichem Unbewussten und den ideologischen Mechanismen moderner Verschwörungsnarrative.

## Publikationen (Auswahl)
Monografien
- Menschenrechte als weltgesellschaftliche Herrschaftspraxis. Zur Demokratisierung und Konstitutionalisierung des Völkerrechts, erschienen in einer von Hauke Brunkhorst, Regina Kreide und Andrew Arato herausgegebenen Reihe zur Politischen Soziologie, Baden-Baden: Nomos, 2010.

Herausgeberschaften
- Feministische Kritiken und Menschenrechte. Reflexionen auf ein produktives Spannungsverhältnis, Band 27, Reihe: Politik und Geschlecht, Opladen: Budrich Verlag, 2016, zusammen mit Imke Leicht, Christine Löw, Katharina Volk.
- Materialität neu denken. Materialität anders denken – Feministische Interventionen, Band 28, Reihe: Politik und Geschlecht, Opladen: Budrich Verlag, 2017, zusammen mit Imke Leicht, Christine Löw, Katharina Volk.
- Buchreihe „Politik und Geschlecht“ Barbara Budrich Verlag (zusammen mit Imke Leicht, Christine Löw, Katharina Volk, Katharina) (Oktober 2012 – September 2014).
- Einführungsbände „Politik und Geschlecht kompakt“, Barbara Budrich Verlag (zusammen mit Imke Leicht, Christine Löw, Katharina Volk, Katharina) (Oktober 2012 – September 2014).

Aufsätze in Sammelbänden (Auswahl)
- The global dialectics of a pandemic: Between necropolitics and utopian imagination. In: Victor Jakupec / Max Kelly / Michael de Percy (eds.) COVID-19 and Foreign Aid. Nationalism and Global Development in a New World Order. Routledge, 2023. (Online)
- Subjektivierung, Sublimierung und Transformation. Philosophisch-psychoanalytische Perspektiven des Utopischen im Dystopischen, in: Brigitte Buchhammer (Hrsg.): Gender, Queer, Feminismus: Umbrüche und Herausforderungen, Lit Verlag, 2024, S. 45–61
- The Dialectics of Desire. Feminist-psychoanalytical Perspectives on Law, in: Brigitte Buchhammer/Angela Kallhoff (Hrsg.): Human Rights. Feminist and Genderphilosophical Perspectives. Reihe der Society for Women in Philosophy, 2021, S. 32–65.
- Menschenrechte ohne den Staat? Zur Notwendigkeit postnationaler Grundrechte, in: Nicole Deitelhoff/Jens Steffek (Hrsg.): Was bleibt vom Staat? Demokratie, Verfassung und Recht im globalen Zeitalter, Frankfurt/Main, 2010, Berlin/Campus, S. 281–308.
- Neue Ordnungsmuster in Recht und Politik der globalen Sicherheit, in: Ordnungsmuster der globalen Sicherheit (mit Andreas Fischer-Lescano), in: Andreas Fischer-Lescano/Peter Mayer (Hrsg.), Recht und Politik globaler Sicherheit: Bestandsaufnahme und Erklärungsansätze, Berlin/Campus 2013, S. 363–383.

Aufsätze in Fachzeitschriften / Zeitschriftenartikel (peer reviewed)
- Das große Versagen in der Pandemie. Macht- und herrschaftskritische Anmerkungen zu den intersektionalen Dimensionen einer politisch gemachten Katastrophe, in: Momentum Quarterly, Vol. 11, No. 2 (2022), S. 77–142. Online verfügbar
- Authoritarian Populism and the Dialectics of Desire. Perspectives of Ideology-Critique, in: Berlin Journal of Critical Theory, Vol. 5, No. 1 (2021), S. 99–130. Online verfügbar
- Wider dem Tod der feministischen Utopie. Zum emanzipatorischen Potential radikalfeministischer und postkolonialer Ansätze in Zeiten des autoritären Backlashs, in: Femina Politica – Zeitschrift für feministische Politikwissenschaft, 2019, S. 72–84. DOI:10.3224/feminapolitica.v28i1.06
- WHO in Crisis. Lessons learned from the Ebola outbreak and beyond, in: The Chinese Journal of Global Governance, Nr. 2 (2016), S. 1–29.
- Das Unbehagen im Neoliberalismus. Postideologisches Denken und Rechtspopulismus – eine heimliche Liaison?, in: Psychologie & Gesellschaftskritik, Jg. 41, Heft 3/4 (2017), S. 109–129.
- Die neoliberale Mär vom wohltätigen Unternehmertum. Der Philanthrokapitalismus als Herrendiskurs, in: Psychologie und Gesellschaftskritik, Jg. 38, Heft 2–3 (2015), S. 41–63.
- Konstitutionalisierungsperspektiven des fragmentierten Weltrechts (zusammen mit Tanja Hitzel-Cassagnes), in: Hauke Brunkhorst (Hrsg.): Demokratie in der Weltgesellschaft (Soziale Welt, Sonderband Nr. 18), Baden-Baden: Nomos, 2009, S. 159–184.
- Health for all: Implementing the Right to Health in the Post-2015 Agenda. Critical Interventions from the Global South, in: Social Medicine/Medicina Social, 2015, S. 109–125.